# گابریلا سابو
گابریلا سابو (تلفظ رومانیایی: [ɡabriˈela ˈsabo]، زاده ۱۴ نوامبر ۱۹۷۵) دوندهٔ بازنشسته اهل رومانی است. در رقابت‌های المپیک سال‌های ۱۹۹۶ و ۲۰۰۰، در دو ۱۵۰۰ متر و ۵۰۰۰ متر، یک مدال طلا، یک نقره و یک برنز برنده شد. سابو از مادری رومانیایی و پدری مجارستانی زاده شده‌است، اما او هیچ‌گاه نتوانست مجارستانی صحبت کند.
سابو سه بار قهرمان جهان شد. سولت گیونگیوسی تنها مربی او در همه سال‌های زندگی حرفه‌ایش بود که در نهایت با او ازدواج کرد. او به دلیل خستگی در ماه مه سال ۲۰۰۵ خود را از مسابقات بازنشسته کرد. او همچنان رکورددار اروپا در رقابت‌های ۳۰۰۰ متر است.
در ۵ مارس ۲۰۱۴ او به عنوان وزیر ورزش و جوانان رومانی در کابینه سوم پنتا، حزب سوسیال‌دموکراتیک، منصوب شد.

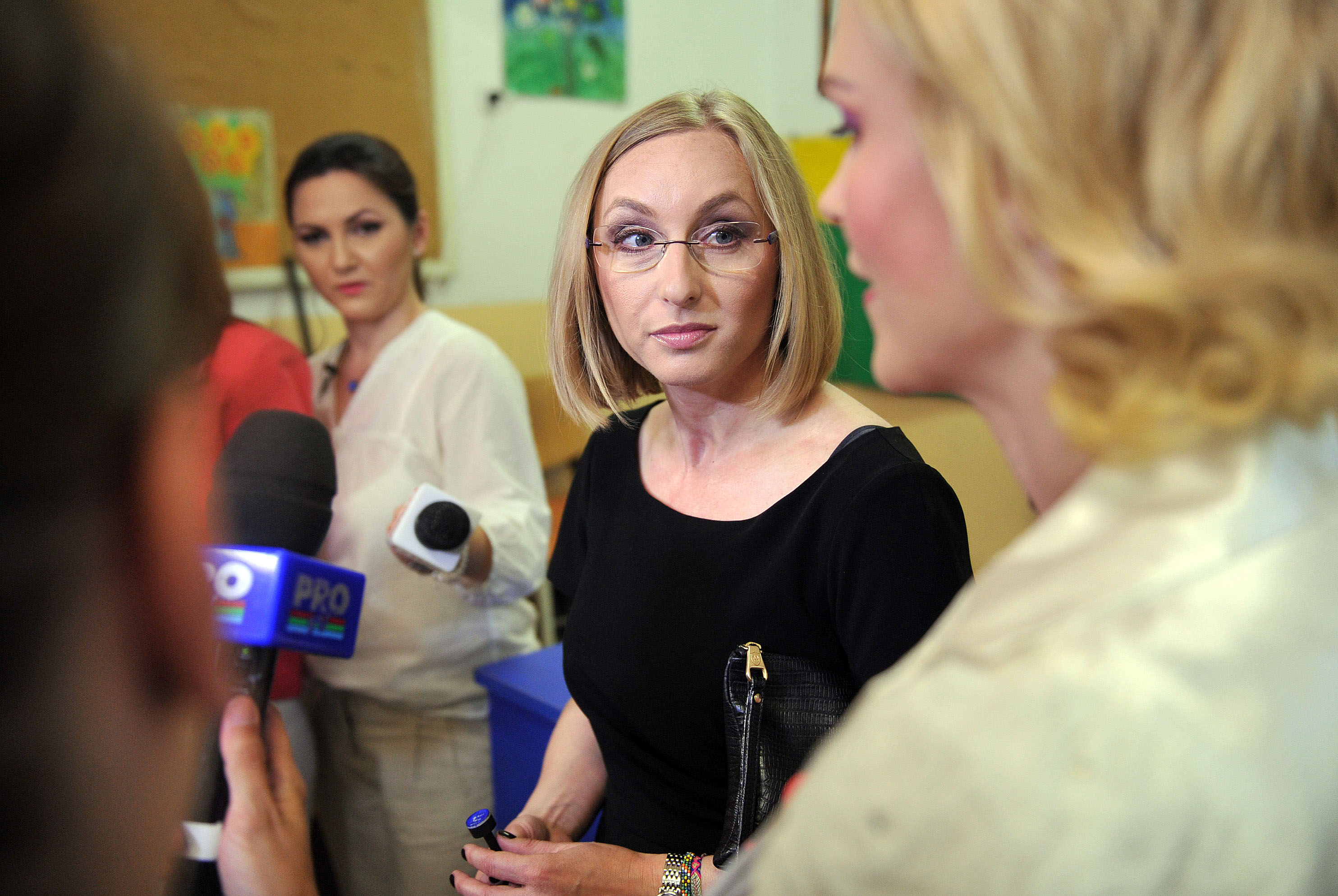
گابریلا سابو به عنوان وزیر ورزش و جوانان در کابینه سوم پنتا

## بهترین‌های شخصی

### صحرایی
۱۵۰۰ متر - ۳:۵۶٫۹۷ (۱۹۹۸)
یک مایل - ۴:۱۹٫۳۰ (۱۹۹۸)
۳۰۰۰ متر - ۸:۲۱٫۴۲ (۲۰۰۲)
۵۰۰۰ متر - ۱۴:۳۱٫۴۸ (۱۹۹۸)

### داخلی
۱۵۰۰ متر - ۴:۰۳٫۲۳ (۱۹۹۹)
یک مایل - ۴:۲۳٫۱۹ (۲۰۰۱)
۲۰۰۰ متر - ۵:۳۰٫۵۳ (۱۹۹۸)
۳۰۰۰ متر - ۸:۳۲٫۸۸ (۲۰۰۱)
۵۰۰۰ متر - ۱۴:۴۷٫۳۵ (۱۹۹۹)